# Ioan Grosaru
Ioan Dumitru Grosaru (n. 24 octombrie 1972, Păiseni, Suceava – d. 21 septembrie 2007, baza militară Tallil, Irak) a fost caporal în Armata Română și ofițer de infanterie în Batalionul 32 „Mircea” (cunoscut drept „Scorpionii Galbeni”).
Ioan Grosaru a murit în dimineața zilei de 21 septembrie 2007 în timpul unei misiuni de patrulare în apropiere de baza Talil, în sudul Irakului. Transportorul amfibiu blindat în care se afla militarul roman a fost distrus de o mină antitanc. Deși răniți, cinci dintre militarii din TAB au reușit să iasă din vehicul și să scape cu viață datorită lui Grosaru. Acesta a rămas ultimul, ajutându-și mai întâi camarazii să se salveze. După ce i-a evacuat, nu a mai apucat însă să iasă, muniția de la bordul transportorului explodând din cauza flăcărilor.
La aceeași dată este avansat post-mortem la gradul de sublocotenent, prin ordin al ministrului. Președintele României i-a acordat, post-mortem, Ordinul Național „Steaua României” în grad de cavaler pentru militari cu însemn de război (cea mai înaltă distincție oferită de statul român).

## Biografie și viață
Ioan Grosaru s-a născut pe 24 octombrie 1972, la Fălticeni. Era fiul lui Dumitru și al Ecaterinei Grosaru, al patrulea dintre cei șapte frați și surori. Școala primară a urmat-o în satul Păiseni.
Ciclul gimnazial l-a urmat la Școala Gimnazială Sasca Mare, iar clasele a IX-a și a X-a la Școala cu clasele I – X Mălini.
După absolvirea unei școli profesionale din Satu Mare, în 1992 își satisface stagiul militar, fiind trecut în rezervă în 1993.
Începând din 1995 se angajează cu gradul de caporal în Batalionul 32 Infanterie „Mircea” din Timișoara. Între lunile iunie și noiembrie 2005 ia parte, alături de militarii Batalionului 26 Infanterie „Neagoe Basarab” („Scorpionii Roșii”), în cadrul Forțelor Internaționale de Securitate și Asistență din Afganistan (ISAF), la operațiunea de asigurare a desfășurării alegerilor libere din această țară. La sfârșitul misiunii a fost decorat cu o medalie NATO.
Începând cu luna august 2007 participă la misiunea „Iraq Freedom”. Batalionul 32 Infanterie „Mircea” Timișoara, din care făcea parte și Ioan Grosaru a fost dislocat în Irak.
Dincolo de activitatea militară, Grosaru a fost pasionat de poezie, lăsând în urmă zeci de caiete cu creații personale. Era activ pe platforme literare, unde și-a publicat o parte dintre scrieri. După moartea sa, a fost supranumit „eroul poet”. De asemenea, a contribuit timp de o perioadă scurtă pe Wikipedia (pagina utilizatorului).
Post-mortem, i-a fost conferit gradul de sublocotenent și a fost decorat cu Ordinul Național „Steaua României” în grad de Cavaler cu însemn de război. În satul natal, memoria sa este cinstită printr-o casă memorială, un monument ridicat în Păiseni dedicat lui, un festival anual de poezie și o școală care îi poartă numele.

## Comemorarea eroică
Comemorarea lui Ioan Grosaru a devenit un eveniment anual important în comunitatea din Păiseni, organizat în fiecare toamnă în jurul datei de 21 septembrie, marcând momentul în care și-a pierdut viața în Irak, în 2007. Ceremoniile sunt organizate de Primăria Cornu Luncii, în colaborare cu Biserica din sat, Asociația „Cultul Eroilor - Regina Maria” și, frecvent, cu sprijinul Asociației Militarilor Veterani și Veteranilor cu Dizabilități (AMVVD).

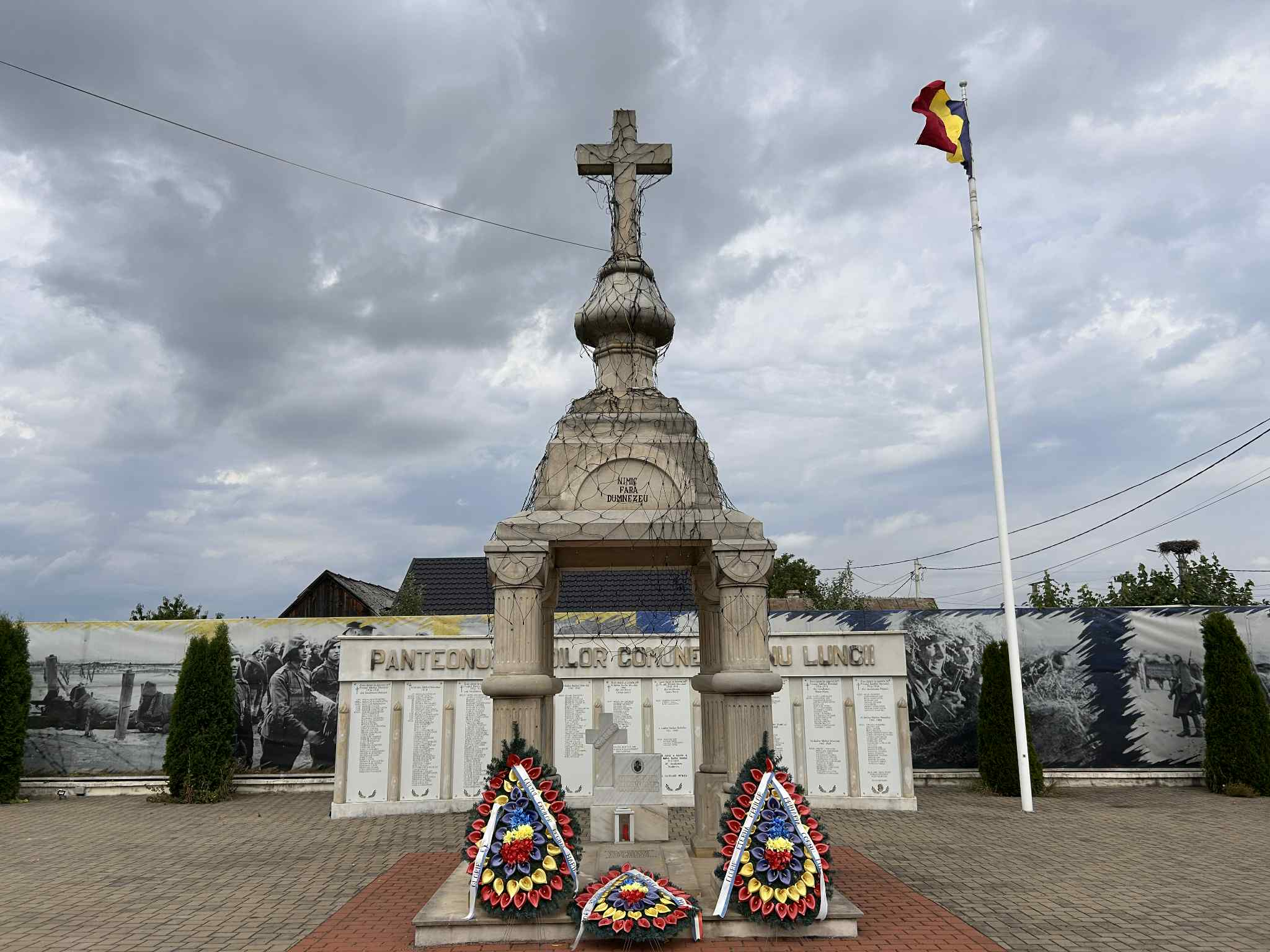
Panteonul închinat Eroilor Comunei Cornu Luncii

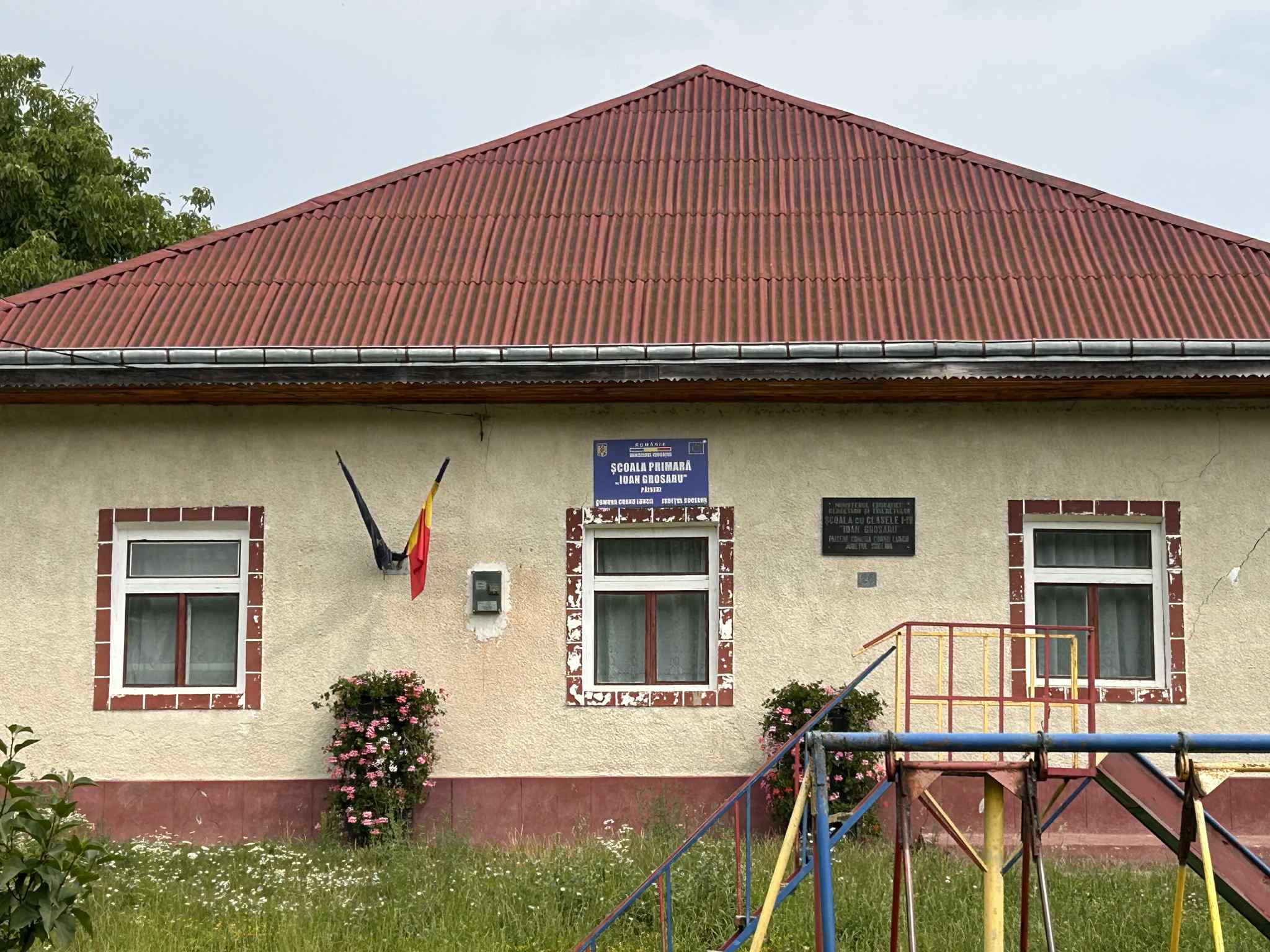
Școala Primară „Ioan Grosaru” Păiseni

În anii următori decesului, memoria sa a fost cinstită prin slujbe religioase, alocuțiuni oficiale și parade militare desfășurate la mormântul său și la monumentul ridicat în centrul localității Păiseni, cât și la Panteonul Eroilor Comunei Cornu Luncii. În 2017, la zece ani de la moartea sa, a fost lansată o ediție aniversară care a cuprins toate poeziile scrise de Grosaru.
În mod constant, primarul comunei Cornu Luncii, Gheorghe Fron, s-a implicat activ în organizarea evenimentelor comemorative dedicate lui Ioan Grosaru. Datorită inițiativei și susținerii sale, împreună cu eforturile maistrului militar în rezervă Dumitru Davidel, în satul Păiseni în anul 2009 a fost ridicat un monument dedicat eroului, iar ulterior în anul 2018 în comuna Cornu Luncii a fost inaugurat „Panteonul Eroilor Comunei Cornu Luncii”. Aceasta adăpostește memoria mai multor militari căzuți, inclusiv pe cea a lui Grosaru. În fiecare an, prin sprijinul 
primăriei, se organizează ceremonii religioase și militare, iar în 2023, memoria lui Grosaru a fost onorată și la Timișoara, în cadrul aniversării Batalionului 32 „Mircea”, unde a servit ca militar.

### Omagii și memorii dedicate eroului
Memoria sublocotenentului post-mortem Ioan Grosaru este păstrată în comuna Cornu Luncii printr-o serie de inițiative instituționale și culturale. Școala generală din localitatea Păiseni poartă numele său și găzduiește o expoziție permanentă dedicată vieții și activității sale. Aceasta include obiecte personale, ținuta militară purtată în timpul ultimei misiuni, decorații și ordine ale Statului Român, ale armatei SUA și Marii Britanii, primite de familie după moartea sa, precum și cărțile de poezie „Pasăre de Ceară” și „Chemare din Necunoscut”.

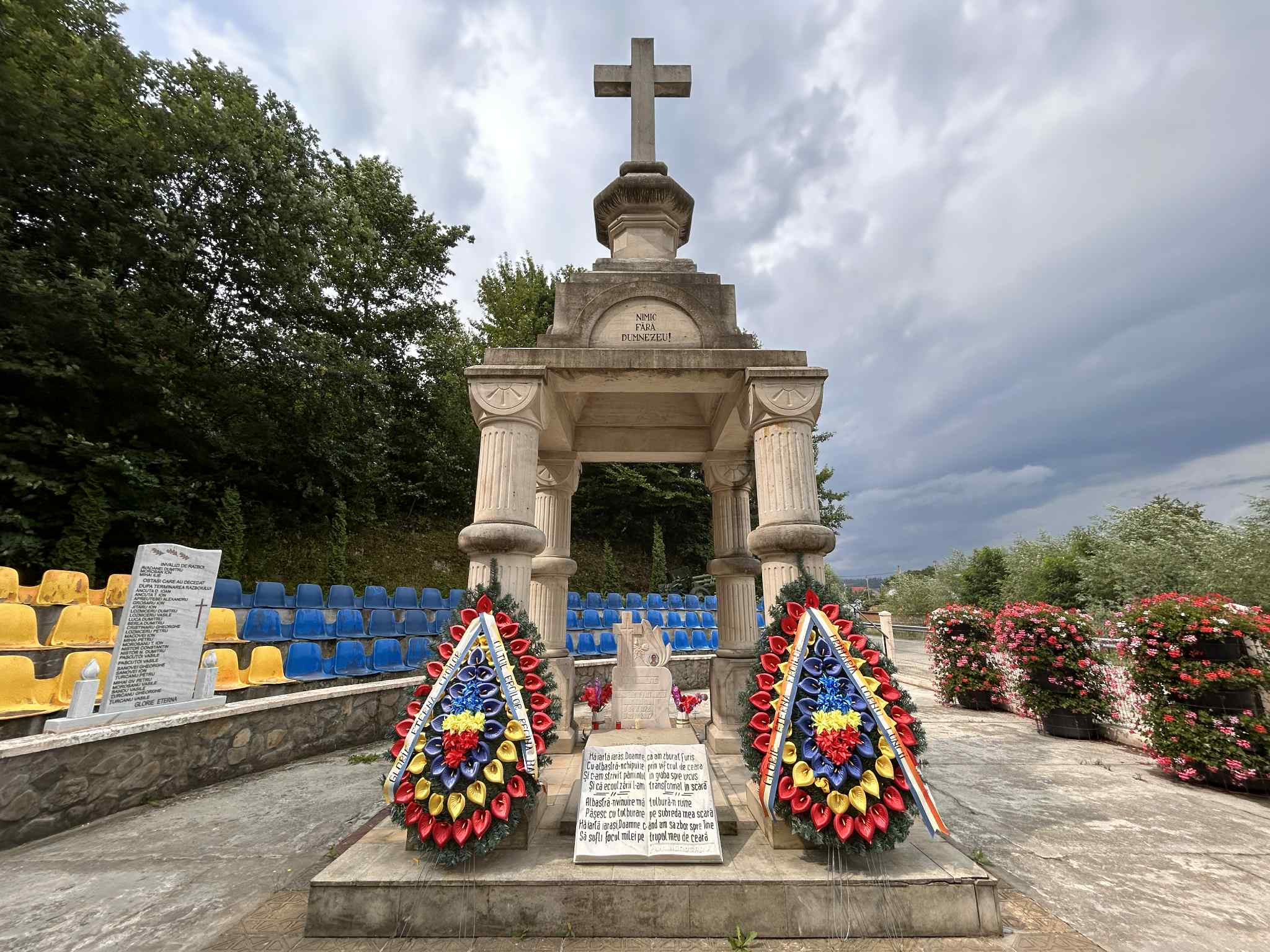
Monumentul Eroului Ioan Grosaru din Păiseni

Casa natală a fost transformată în casă memorială, unde sunt expuse obiecte personale, uniforma militară, manuscrise cu poeziile sale, fotografii și alte mărturii care reflectă atât activitatea sa în armată, cât și latura sa de poet.
Deasupra mormântului său, în Păiseni, a fost ridicată o cruce-monument de aproximativ 7 metri înălțime, cu o greutate de circa 15 tone, sfințită în 2009 de ÎPS Pimen, arhiepiscopul Sucevei și Rădăuților. Monumentul, finanțat de Primăria comunei Cornu Luncii, a fost amplasat ca punct central pentru ceremoniile anuale de comemorare și simbolizează sacrificiul eroului în misiunea sa.
Inițiativele de conservare a memoriei lui Grosaru au fost susținute de Asociația „Cultul Eroilor” și de autorități militare, inclusiv Statul Major General, care a acordat sprijin financiar pentru finalizarea monumentului, editarea unui volum de proză scris de Grosaru și organizarea ceremoniilor religioase. De asemenea, au fost oferite ajutoare sociale familiei eroului, în semn de recunoștință pentru sacrificiul său.
În 2023, sucursala Timișoara a AMVVD a organizat o donație de aproximativ 800 de volume pentru școala din Păiseni, cu prilejul comemorării Zilei Veteranilor, în semn de recunoștință față de sacrificiul lui Grosaru.

## Activitatea literară
Ioan Grosaru și-a început activitatea literară în anul 1997, prin publicarea ciclului de poezii intitulat „Iubirile toamnei” în revista literară „Orient Latin” din Timișoara. În 1999, a publicat volumul de poezii „Cărări stelare”, tipărit la Editura „Ienăchiță Văcărescu” din București, marcând astfel prima sa apariție editorială de anvergură.
În perioada 2000–2007, Grosaru a fost activ în mediul literar contemporan, publicând un număr semnificativ de poezii care exprimă o profundă sensibilitate și o reflecție asupra condiției umane, a sacrificiului și a efemerității vieții. 

### Cronologie lirică[10]
- În anul 1999 publică volumul „Cărări stelare” la editura „Ienăchiță Văcărescu” București.
- În anul 2000 publică volumul de poezii „Chemare din necunoscut” la editura „Stephanus”.
- În 2003 lansează al treilea volum de versuri „Corabia din furtună” la editura „Boemia” din București și romanul „Fiica Pălimarului”.
- Urmează romanul „Postament pentru o enigmă” la editura „Orion” și volumul de poezii „Vulturul” la editura „Boemia”. Deține cea mai lungă poezie din literatură – „Vulturul” (587 strofe). Acesta descrie singurătatea și măreția unui vultur care zboară în înaltul cerului. Printr-un contrast între libertate și izolare, vulturul simbolizează puterea dar și sacrificiul. Este o reflecție asupra destinului singuratic al celor ce aspiră la înălțimi.

În jurnalul de creații lirice, se mai găsesc și poeziile: „Zbor”, „Popasul unui călător”, „Statuia din umbră”, „Fără îndrăzneală”, „Amintiri”, „Alergii de iarnă”, „O scrisoare de dragoste”, „Corul bisericii”, „Aș vrea”, „Un imn de lumină” și multe altele.
După tragica sa dispariție în 2007, opera sa a fost valorificată și păstrată prin intermediul mai multor volume postume. În anul 2010, au fost publicate „Pasărea de ceară” și „Chemare din necunoscut”, care includ peste o sută de poezii semnate de Grosaru, acestea fiind prezentate în cadrul unor evenimente culturale desfășurate la Muzeul de Artă „Ion Irimescu” din Fălticeni, în prezența oficialităților locale și a comunității literare.
În 2017, la zece ani de la moartea sa, a fost lansată antologia „De am pătruns în amintire”, o ediție completă ce reunește toate creațiile sale literare, inclusiv manuscrisele găsite în ranița sa militară. Publicarea acestei antologii a fost sprijinită de Asociația „Camarazii” și de Editura Militară.